# ولفگانگ تروی
ولفگانگ تروی (انگلیسی: Wolfgang Treu؛ زادهٔ ۱۲ آوریل ۱۹۳۰ میلادی) یک فیلم‌بردار اهل آلمان است.
از فیلم‌هایی که وی در آن‌ها نقش داشته است می‌توان پرونده‌ای برای دو نفر محصول ۱۹۸۱ را نام برد. تروی فیلم‌برداری نزدیک به ۱۰۰ فیلم و نمایش تلویزیونی را بر عهده داشته است.